# Queensy Menig
Queensy Miquel Saymon Menig (Amsterdam, 19 agosto 1995) è un calciatore olandese, attaccante del Sivasspor.

## Carriera

### Club
Arrivato all'Ajax nel 2007, fa il suo debutto con la prima squadra nelle amichevoli estive del 2014, ad agosto debutta con lo Jong Ajax in seconda divisione conquistandosi il posto da titolare e segnando parecchi gol: Debutta invece ufficialmente in prima squadra il 24 settembre Watergraafsmeer-Ajax 0-9, gara valevole per il secondo turno della Coppa d'Olanda, subentrando al 46º minuto a Davy Klaassen e segnando il gol dello 0-6 al 70º. L'esordio in Eredivisie arriva il 6 dicembre nella vittoria per 5-0 contro il Willem II sostituendo Ricardo Kishna al minuto 76.
In tutto in questa stagione con la prima squadra gioca 5 partite segnando 1 gol.
Nell'estate del 2015 passa in prestito al PEC Zwolle. Il 13 dicembre segna il suo primo gol in Eredivisie in PEC-AZ 2-1. In due stagioni mette insieme 69 presenze e 15 gol tra campionato e Coppa d'Olanda. 

Acquistato dal Nantes, nel 2017-2018 gioca in prestito all'Oldham Athletic ma a gennaio torna al PEC segnando 1 gol in 13 partite. Tornato in Francia, finisce in seconda squadra giocando una sola partita.
Nell'estate del 2019 torna in Olanda venendo acquistato dal Twente. Dopo una prima stagione anonima, è nella seconda che si mette in mostra con diversi gol tra cui una doppietta decisiva messa a segno il 5 dicembre nell'1-2 contro l'Ajax, sua ex squadra. In tutto saranno 9 i gol segnati in 46 presenze di Eredivisie.
Alla fine de mercato estivo del 2021 viene ceduto per 700.000 euro al Partizan avendo modo di debuttare - con gol - nella nuova UEFA Europa Conference League contro l’Anorthōsis il 16 settembre (0-2).

### Nazionale
Con l'Under 17 olandese ha vinto l'Europeo nel 2012. Nel 2012-2013 gioca 6 partite e segna 4 gol con l'Under-19 mentre dall'estate del 2014 gioca per l'Under-20. Il 30 marzo 2015 segna al debutto in Under-21 nella sconfitta per 4-1 contro i pari età della Francia.

## Statistiche

### Presenze e reti nei club
Statistiche aggiornate al 17 giugno 2023.
| Stagione        | Squadra         | Campionato      | Campionato | Campionato | Coppe nazionali | Coppe nazionali | Coppe nazionali | Coppe europee | Coppe europee | Coppe europee | Altre coppe | Altre coppe | Altre coppe | Totale | Totale | Totale |
| Stagione        | Squadra         | Comp            | Pres       | Reti       | Comp            | Pres            | Reti            | Comp          | Pres          | Reti          | Comp        | Pres        | Reti        | Pres   | Reti   |        |
| --------------- | --------------- | --------------- | ---------- | ---------- | --------------- | --------------- | --------------- | ------------- | ------------- | ------------- | ----------- | ----------- | ----------- | ------ | ------ | ------ |
| 2014-2015       | Jong Ajax       | ED              | 23         | 10         | -               | -               | -               | -             | -             | -             | -           | -           | -           | 23     | 0      |        |
| 2014-2015       | Ajax            | E               | 3          | 0          | CO              | 2               | 1               | CL+UEL        | 0             | 0             | SO          | 0           | 0           | 5      | 1      |        |
| Totale Ajax     | Totale Ajax     | Totale Ajax     | 26         | 10         |                 | 2               | 1               |               | 0             | 0             |             | 0           | 0           | 28     | 11     |        |
| 2015-2016       | Zwolle          | E               | 35         | 6          | CO              | 0               | 0               | -             | -             | -             | -           | -           | -           | 35     | 6      |        |
| 2016-2017       | Zwolle          | E               | 31         | 9          | CO              | 2               | 0               | -             | -             | -             | -           | -           | -           | 33     | 9      |        |
| 2017-gen. 2018  | Oldham Athletic | FL1             | 14         | 1          | FACup+CdL       | 1+0             | 0+0             | -             | -             | -             | -           | -           | -           | 15     | 1      |        |
| gen.-giu. 2018  | Zwolle          | E               | 13         | 1          | CO              | 0               | 0               | -             | -             | -             | -           | -           | -           | 13     | 1      |        |
| Totale Zwolle   | Totale Zwolle   | Totale Zwolle   | 79         | 16         |                 | 2               | 0               |               | -             | -             |             | -           | -           | 81     | 16     |        |
| 2018-2019       | Nantes          | L1              | -          | -          | CF+CdL          | -               | -               | -             | -             | -             | -           | -           | -           | -      | -      |        |
| 2019-2020       | Twente          | E               | 11         | 1          | CO              | 2               | 0               | -             | -             | -             | -           | -           | -           | 13     | 1      |        |
| 2020-2021       | Twente          | E               | 32         | 8          | CO              | 1               | 0               | -             | -             | -             | -           | -           | -           | 33     | 8      |        |
| set. 2021       | Twente          | E               | 3          | 0          | CO              | 0               | 0               | -             | -             | -             | -           | -           | -           | 3      | 0      |        |
| Totale Twente   | Totale Twente   | Totale Twente   | 46         | 9          |                 | 3               | 0               |               | -             | -             |             | -           | -           | 49     | 9      |        |
| 2021-2022       | Partizan        | SL              | 30         | 6          | KS              | 4               | 3               | UECL          | 10            | 2             | -           | -           | -           | 44     | 11     |        |
| 2022-2023       | Partizan        | SL              | 33         | 7          | KS              | 0               | 0               | UEL+UECL      | 2+8           | 1+1           | -           | -           | -           | 43     | 9      |        |
| Totale Partizan | Totale Partizan | Totale Partizan | 63         | 13         |                 | 4               | 3               |               | 20            | 4             |             | -           | -           | 87     | 20     |        |
| Totale carriera | Totale carriera | Totale carriera | 228        | 49         |                 | 12              | 4               |               | 20            | 4             |             | 0           | 0           | 266    | 57     |        |

## Palmarès

### Nazionale
- Campionato d'Europa Under-17: 1

Slovenia 2012